# Acantă

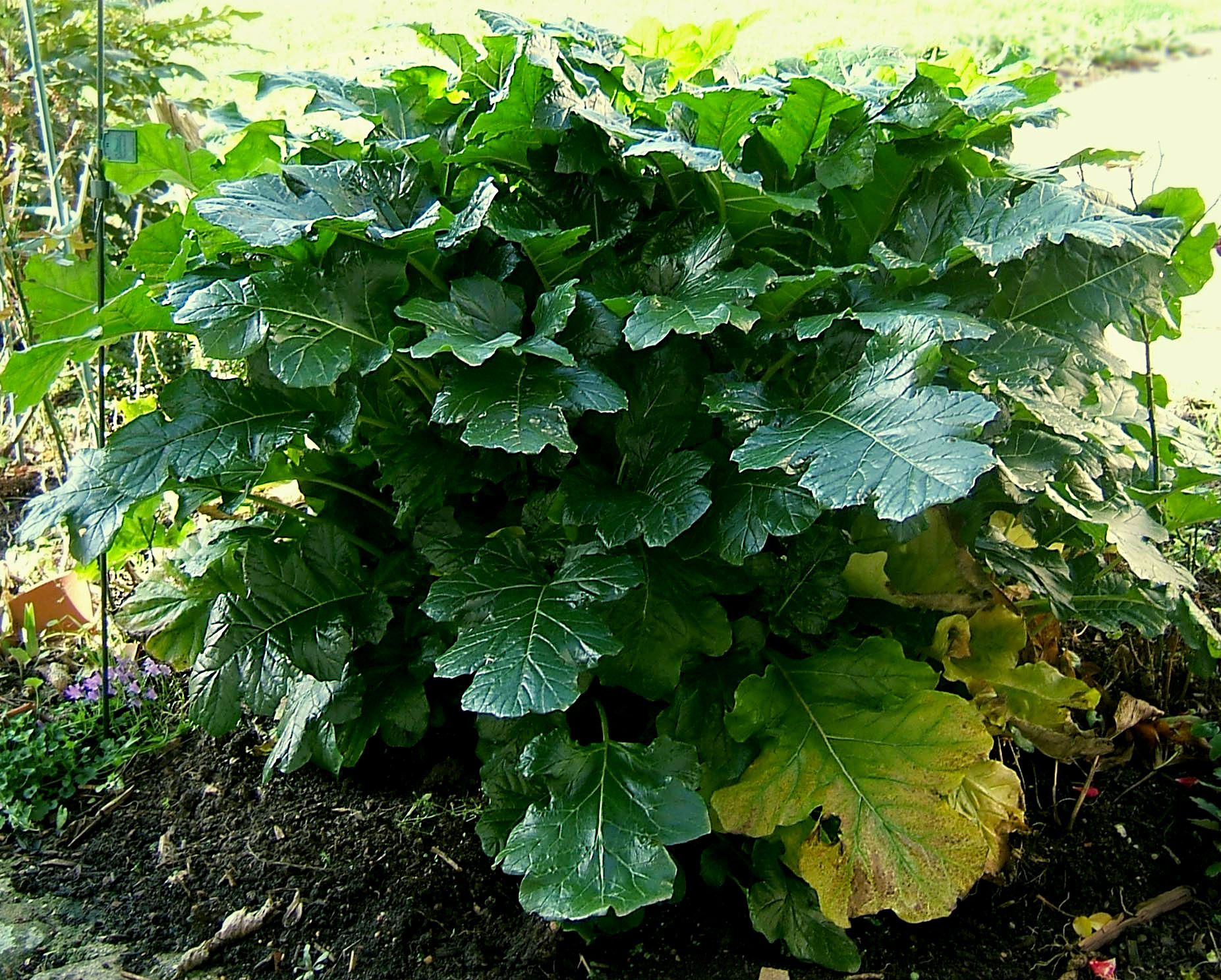

Acantele (Acanthus; din greacă „akantha" - "spin") reprezintă un gen de plante erbacee perene din familia acantaceelor, răspîndite în regiunile calde. Plantele din acest gen au frunze mari, frumoase, adînc penate, adeseori spinoase. În România, în regiunile Banat și Oltenia, crește spontan sau cultivată ca plantă decorativă specia Acanthus longifolius.

## Specii (selectiv)
- Acanthus balcanicus Heywood & I.Richardson (Syn. Acanthus hungaricus (Borbás) Baenitz, Acanthus longifolius Host)
- Acanthus dioscoridis Willd.
- Acanthus ebracteatus Vahl
- Acanthus eminens C.B.Clarke
- Acanthus hirsutus Boiss.
- Acanthus ilicifolius L.
- Acanthus mollis L.
- Acanthus montanus T.Anders.
- Acanthus pubescens Thomson ex Oliv.[3]
- Acanthus polystachyus Delile
- Acanthus spinosus L.
- Acanthus syriacus Boiss.[4]